# Double Asteroid Redirection Test

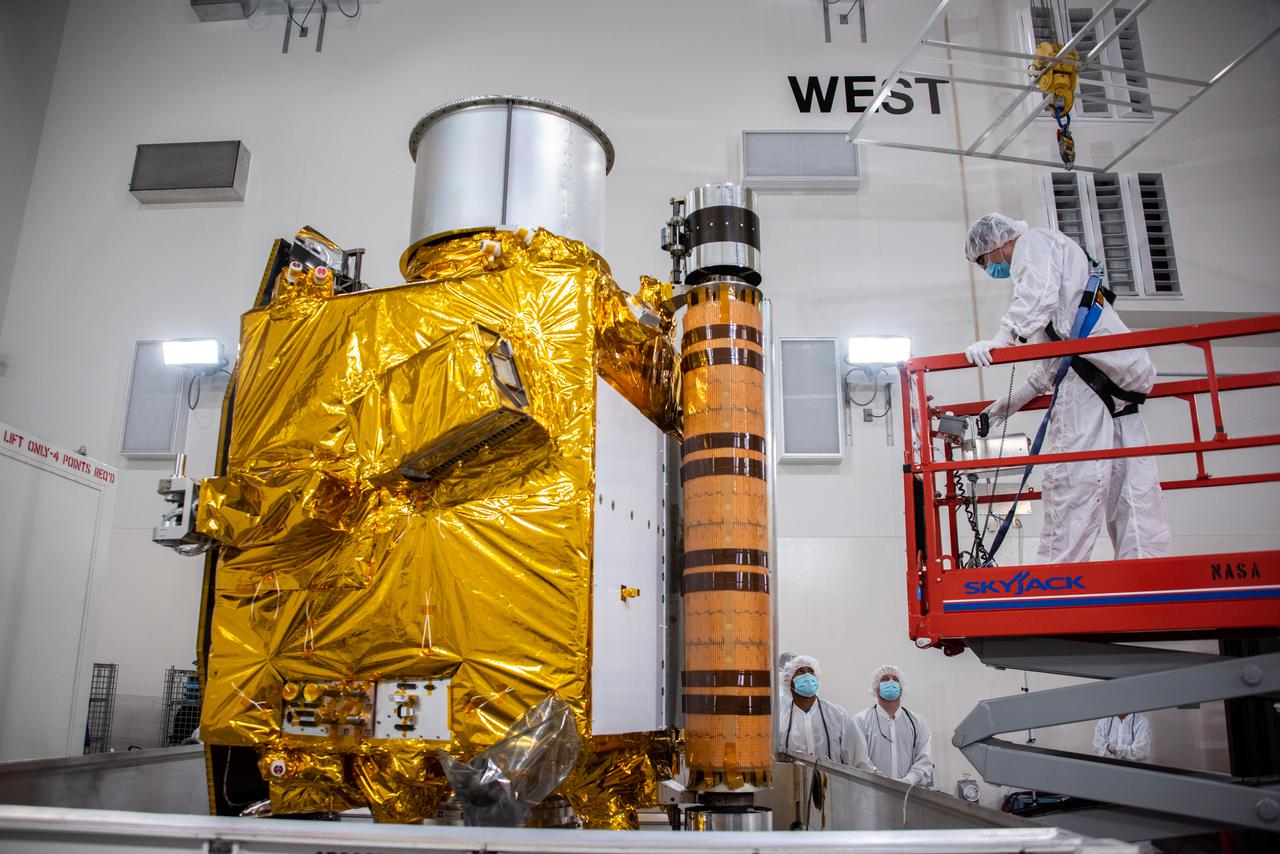
DART en una configuració de llançament

El Double Asteroid Redirection Test (DART) és una missió espacial de la NASA destinada a provar un mètode de defensa planetària contra objectes propers a la Terra (NEO). El setembre de 2022, una sonda espacial s'estavellarà deliberadament contra la lluna del planeta menor Dimorf del doble asteroide Didymos per avaluar el potencial futur de l'impacte d'una nau espacial per desviar un asteroide en un curs de col·lisió amb la Terra mitjançant una transferència d’impuls.
DART és un projecte conjunt entre la NASA i l'Applied Physics Laboratory (APL) de la Johns Hopkins University. Està administrat per l'Oficina de Coordinació de Defensa Planetària de la NASA, i diversos laboratoris i oficines de la NASA ofereixen suport tècnic.
. Els socis internacionals, com ara les agències espacials de l'Agència Espacial Europea, l'Agència Espacial Italiana i l'Agència Espacial Japonesa, estan contribuint a projectes relacionats o posteriors. L'agost de 2018, la NASA va aprovar el projecte per iniciar la fase final de disseny i muntatge. El 24 de novembre de 2021, la nau espacial DART es va llançar amb èxit, amb col·lisió prevista per al 26 de setembre de 2022.

## Antecedents
Originalment, l'Agència Espacial Europea (ESA) i la NASA tenien plans independents per a missions per provar estratègies de desviació d'asteroides, i el 2015 van aconseguir una col·laboració anomenada AIDA (Asteroid Impact & Deflection Assessment) que implicava dos llançaments de naus espacials diferents que funcionaven en sinergia. Segons la proposta, la nau espacial europea, AIM, s'hauria llançat el desembre de 2020, i DART el juliol de 2021. AIM hauria orbitat l'asteroide més gran per estudiar la seva composició i la de la seva lluna. Després, DART impactaria la lluna de l'asteroide el setembre de 2022, durant una aproximació propera a la Terra. AIM hauria estudiat la força de l'asteroide, les propietats físiques de la superfície i l'estructura interna, així com mesuraria l'efecte sobre l'òrbita de la lluna de l'asteroide al voltant de l'asteroide més gran.
L’orbitador AIM es va cancel·lar, i no s'obtindrà la caracterització completa dels asteroides i els efectes de l'impacte de DART es controlaran des de telescopis i radars terrestres.
El juny de 2017, la NASA va aprovar el pas del desenvolupament del concepte a la fase de disseny preliminar, i l'agost de 2018 la NASA va aprovar el projecte per iniciar la fase final de disseny i muntatge.
L'11 d'abril de 2019, la NASA va anunciar que s'utilitzaria un SpaceX Falcon 9 per llançar DART. Originalment estava previst que DART fos una càrrega útil secundària en un llançament comercial per mantenir els costos baixos; tanmateix, una presentació d'actualització de la missió el novembre de 2018 va assenyalar que la missió té un vehicle de llançament dedicat.
S'estima que hi ha 25.000 grans asteroides al Sistema solar, encara que fins ara, les investigacions n'han detectat uns 8.000; per tant, els funcionaris de la NASA pensen que és imprescindible desenvolupar un pla eficaç si un objecte proper a la Terra amenaça la Terra.

## Descripció

Animació de la trajectòria de DART
DART·
65803 Didymos·
Earth·
Sun·
2001 CB21·
3361 Orpheus

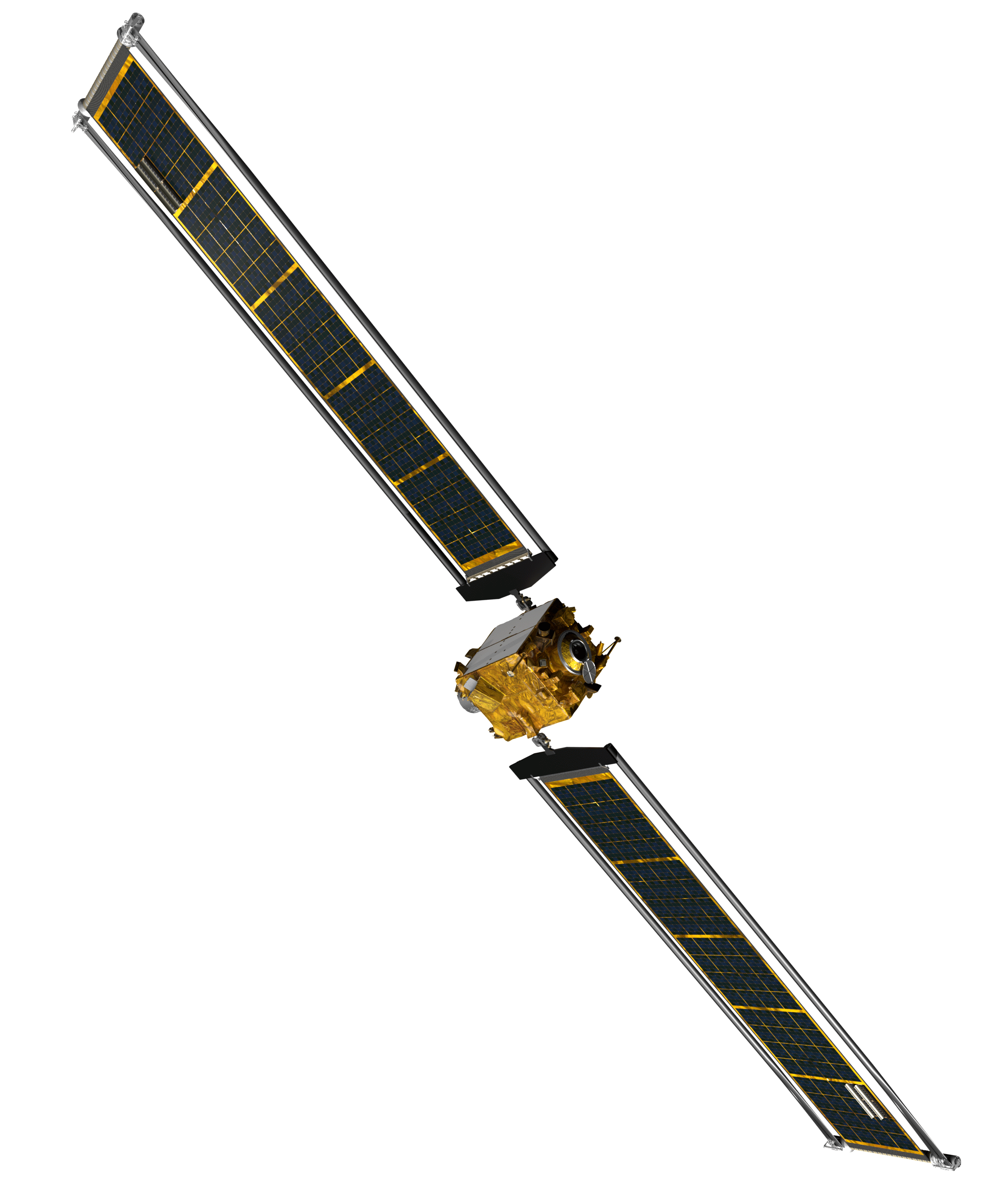
Satèl·lit DART, mostrant el seu únic instrument, la càmera DRACO (il·lustració)

La nau DART és un impactador amb una massa de 610 kg, que no allotja cap càrrega útil científica que no sigui un sensor solar, un Rastrejador d'estrelles i una càmera d'obertura de 20 cm anomenada Didymos Reconnaissance and Asteroid Camera for Optical Navigation - DRACO. DRACO es basa en la Long Range Reconnaissance Imager a bord de la nau espacial New Horizons, i donarà suport a la navegació autònoma per impactar la lluna de l'asteroide al seu centre.
S'estima que l'impacte de 500 kg del DART a 6,6 km/s produirà un canvi de velocitat de l'ordre de 0,4 mm/s, que comporta un petit canvi en la trajectòria del sistema d'asteroides, però amb el temps, comporta un gran canvi de ruta. L'impacte apuntarà al centre de Dimorf i hauria de reduir el període orbital, actualment d'11,92 hores, en aproximadament 10 minuts. Durant un període d'anys, el canvi de trajectòria acumulat a partir d'un canvi de velocitat tan petit podria mitigar el risc que un hipotètic asteroide lligat a la Terra toqui la Terra.
El canvi de velocitat real i el desplaçament orbital són incerts. Hi ha un mal entès efecte "millora l'impuls", a causa de la contribució de retrocés impuls d'impacte material expulsat. S'espera que l'impuls final transferit al fragment més gran restant de l'asteroide pugui ser fins a 3-5 vegades l'impuls incident, i obtenir bones mesures dels efectes, que ajudaran a perfeccionar els models d'aquests impactes, és un dels principals objectius de la missió. Les estimacions inicials del canvi en el període de l'òrbita binària s'han de conèixer en una setmana. Uns anys més tard es realitzarà un reconeixement i una avaluació detallats per una nau espacial anomenada Hera, aprovada per l'ESA el novembre de 2019.

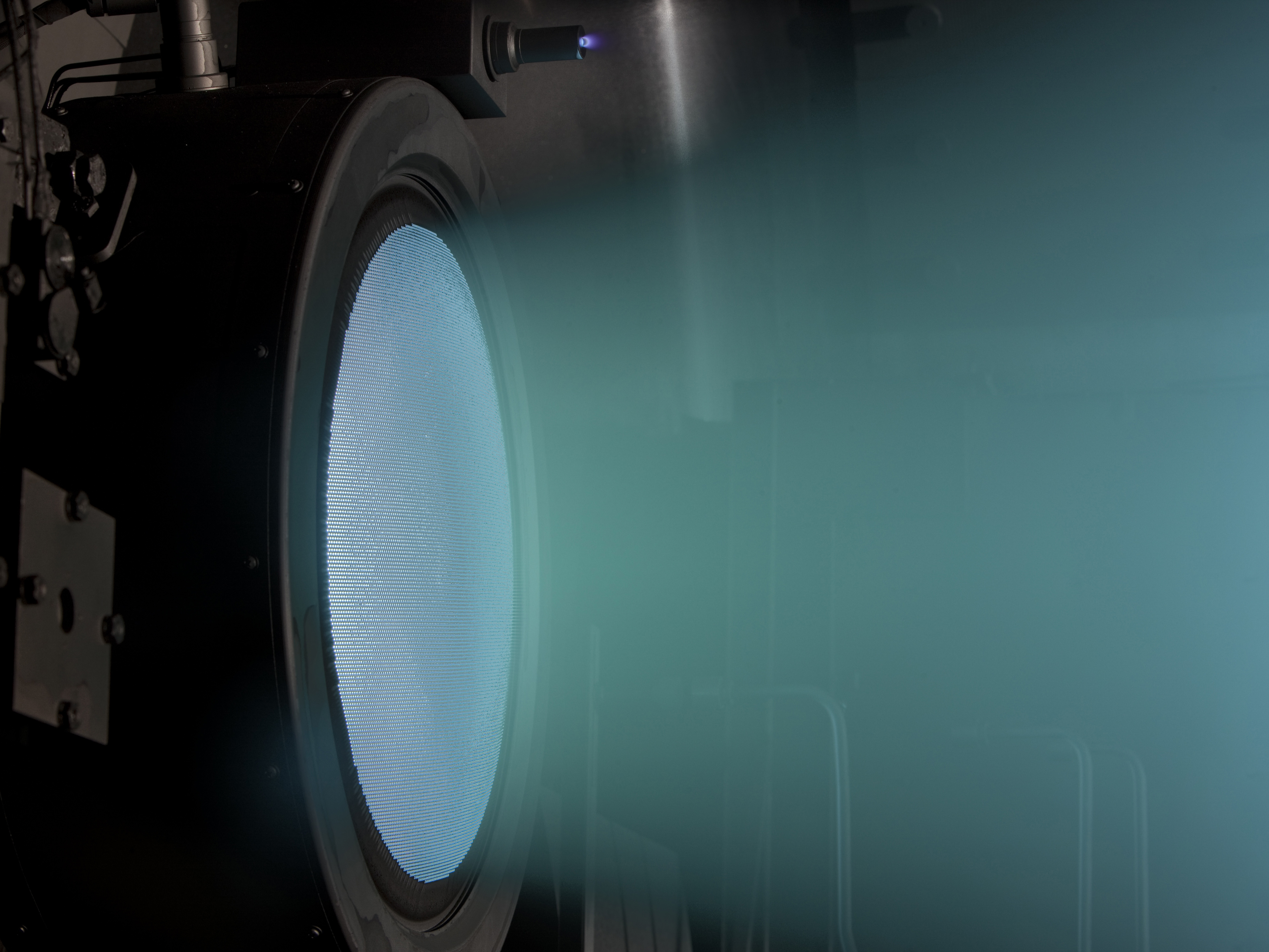
El propulsor de xenó evolutiu (NEXT) de la NASA funciona en una cambra de buit.

La nau espacial DART utilitza el propulsor d'ions NEXT, un tipus de propulsió elèctrica solar. Estarà alimentat per 22 m matrius solars per generar els ~3,5 kW necessaris per alimentar el motor del propulsor comercial de xenó evolutiu de la NASA (NEXT-C).
Les matrius solars de la nau espacial utilitzen un disseny Roll Out Solar Array (ROSA), i això es va provar a l'Estació Espacial Internacional el juny de 2017 com a part de l'Expedició 52, lliurat a l'estació per la missió comercial de càrrega SpaceX CRS-11.
Utilitzant ROSA com a estructura, una petita part de la matriu solar DART està configurada per demostrar la tecnologia de matriu solar transformacional, que té cèl·lules solars d'alta eficiència i concentradors reflectants que proporcionen tres vegades més potència que la tecnologia de matriu solar actual.<
La nau espacial DART és la primera nau espacial que utilitza un nou tipus d'antena de comunicació d'alt guany, és a dir, una matriu de ranures de línia radial espiral (RLSA). L'antena funciona a les freqüències de la Xarxa d'espai profund de la NASA (NASA DSN) de banda X de 7,2 i 8,4 GHz. L'antena fabricada supera els requisits donats i s'ha provat en entorns donant lloc a un disseny TRL-6.

### Nau espacial secundària

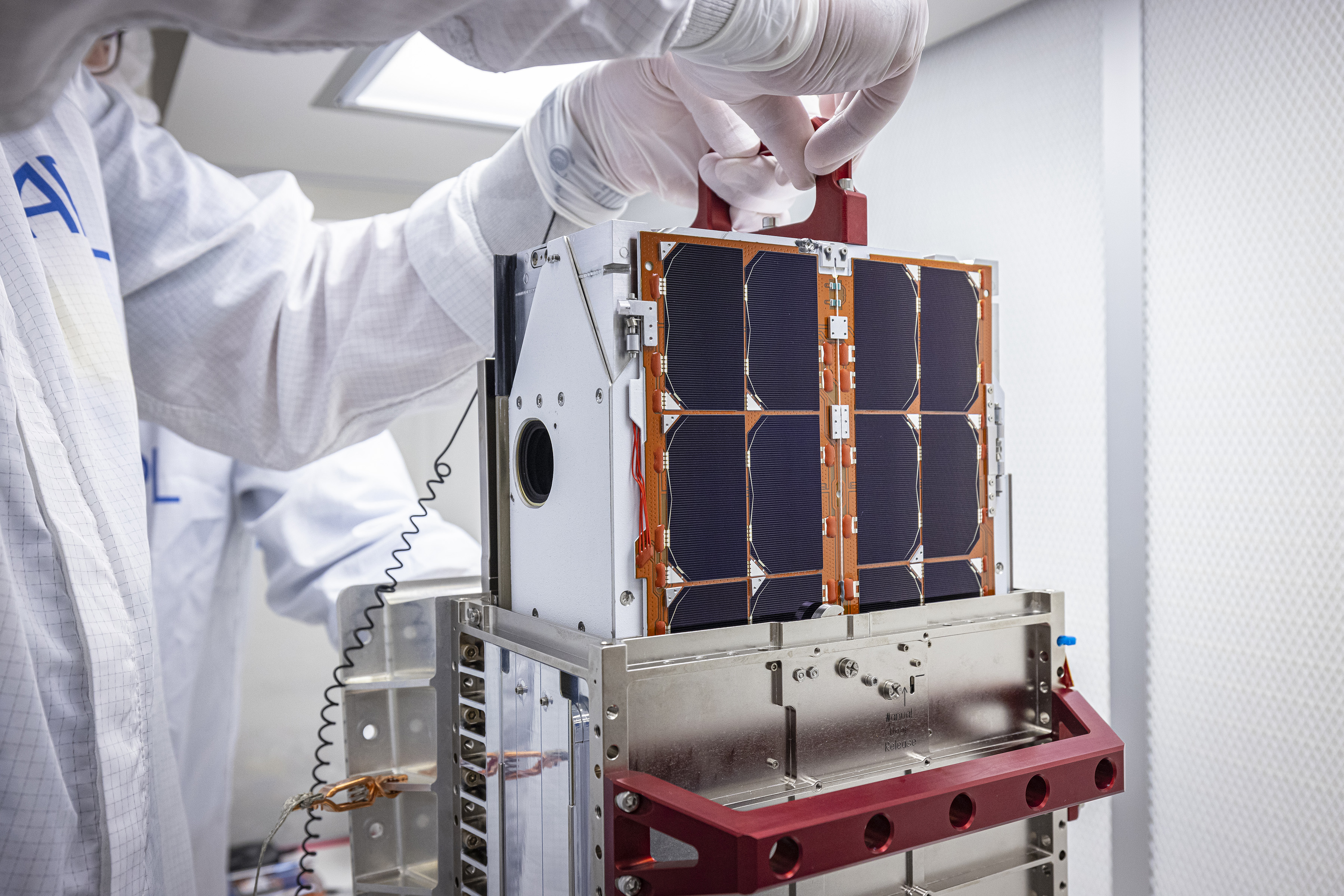
LICIACube CubeSat un satèl·lit acompanyant de la nau espacial DART

L'Agència Espacial Italiana (ASI) aportarà una nau espacial secundària anomenada LICIACube (Light Italian CubeSat for Imaging of Asteroids), un petit CubeSat que s'enfilarà amb DART i es separarà 10 dies abans de l'impacte per adquirir imatges de l'impacte i ejectes mentre es desplaça. passat l'asteroide. LICIACube es comunicarà directament amb la Terra, enviant imatges de l'expulsió després del sobrevol de Dimorf. LICIACube està equipat amb dues càmeres òptiques, anomenades LUKE i LEIA.

### Missió de seguiment
En un projecte col·laboratiu, l'Agència Espacial Europea desenvolupa Hera, una nau espacial que es llançarà a Dídymos el 2024 i arribarà el 2027 (cinc anys després de l'impacte de DART), per fer un reconeixement i una avaluació detallada. Hera portaria dos CubeSats, Milani i Juventas.

## Perfil de la missió

### Asteroide objectiu

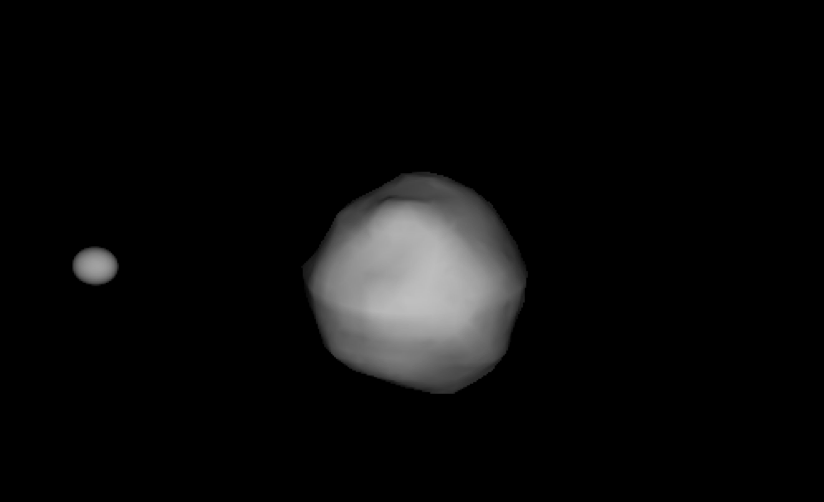
Model de forma de Didymos i el seu satèl·lit Dimorf, basat en dades de corba de llum fotomètrica i radar

L'objectiu de la missió és Dimorf al sistema 65803 Didymos, un sistema asteroide binari en el qual un asteroide és orbitat per un de més petit. L'asteroide primari (Didymos A) té uns 780 m de diàmetre; el seu petit satèl·lit Dimorf (Didymos B) té uns 160 m de diàmetre en una òrbita a uns 1 km (0.62 mi) des de la primària. La massa del sistema Didymos s'estima en 528 mil milions de kg, amb Dimorf en 4,8 mil milions de kg. DART apuntarà a l'asteroide més petit, Dimorf. Didymos no és un asteroide que creua la Terra, i no hi ha possibilitat que l'experiment de desviació pugui crear un perill d'impacte.

### Preparatius previs al vol

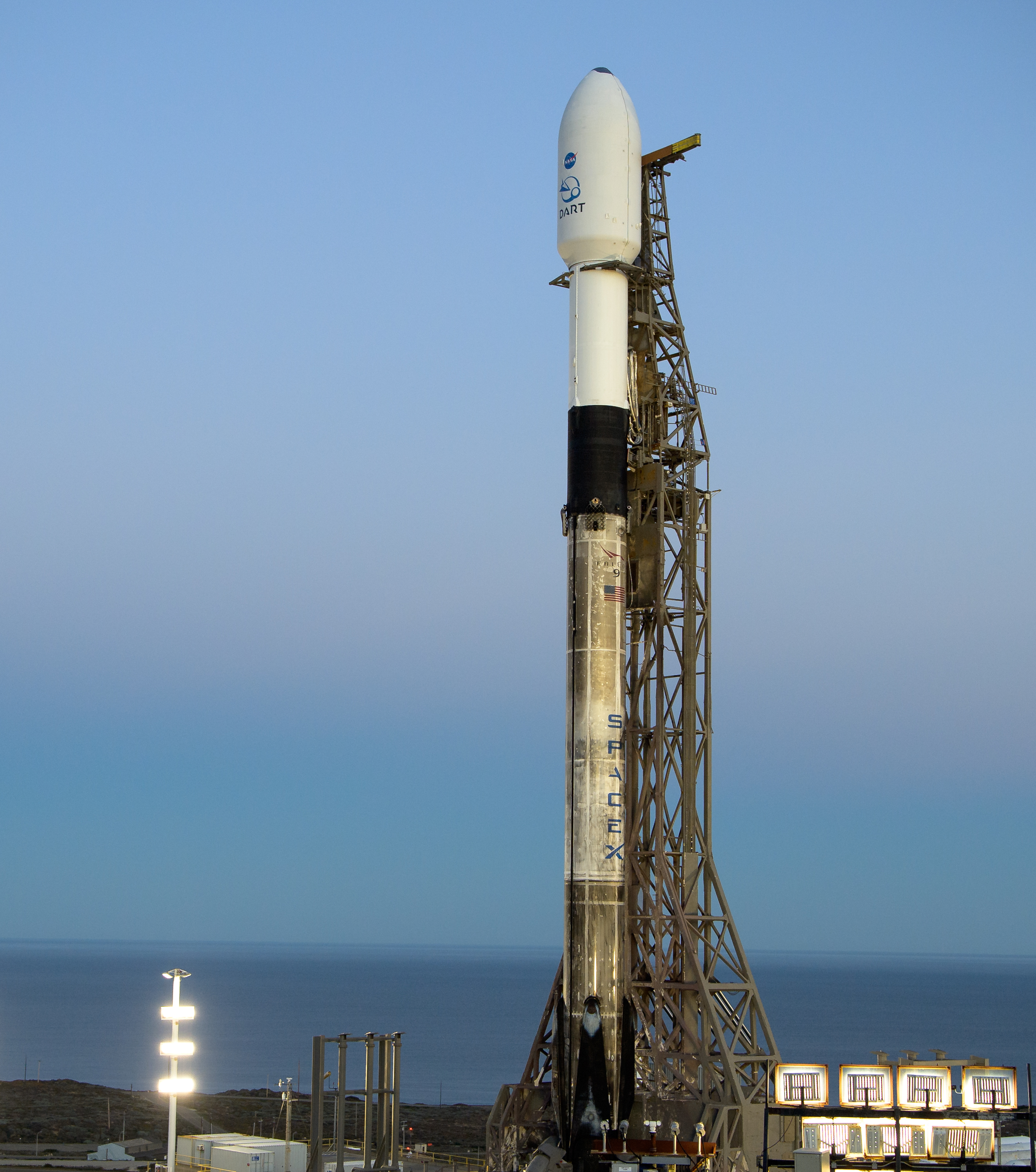
Falcó 9 i DART vertical a SLC-4E

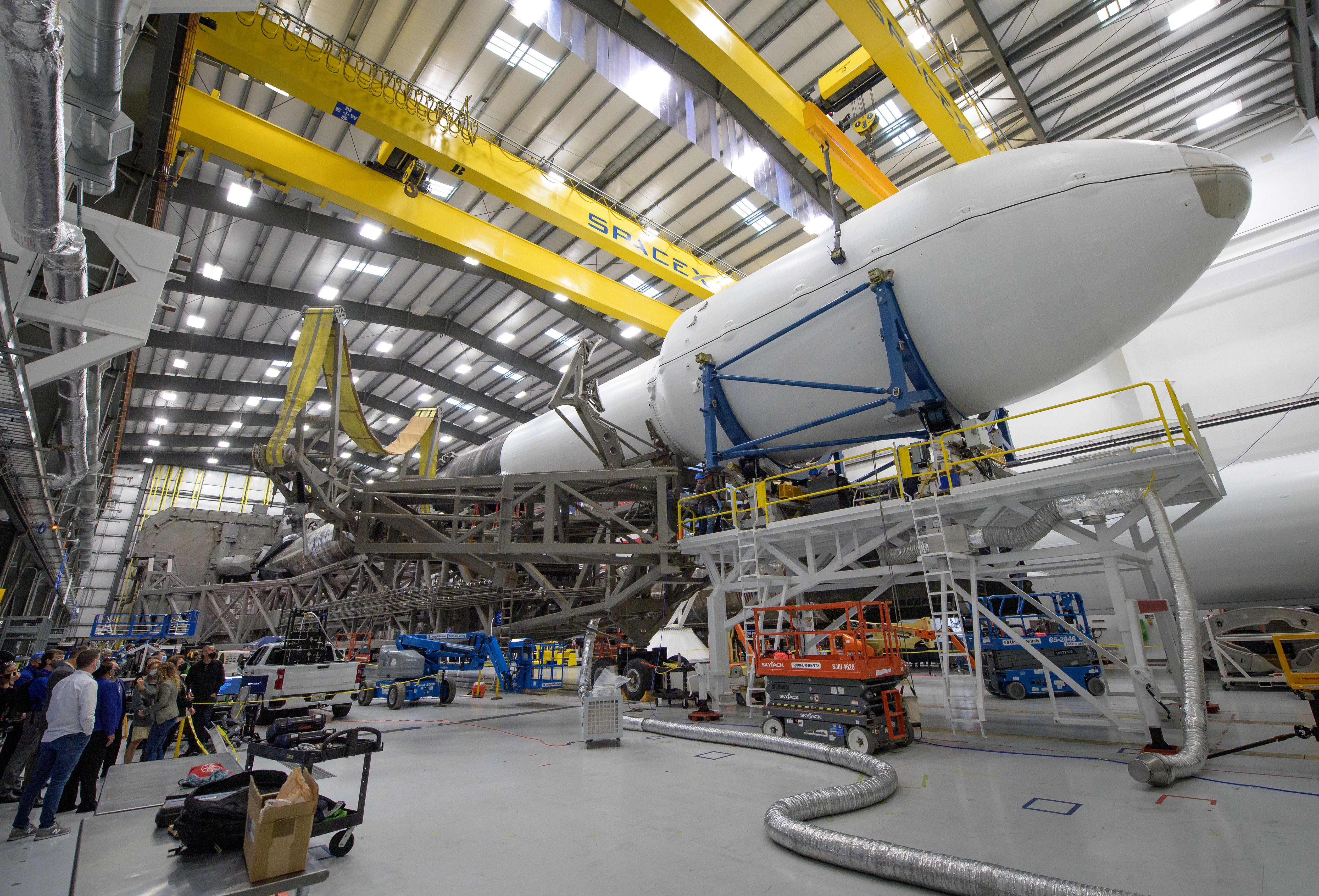
DART connectat a Falcon 9

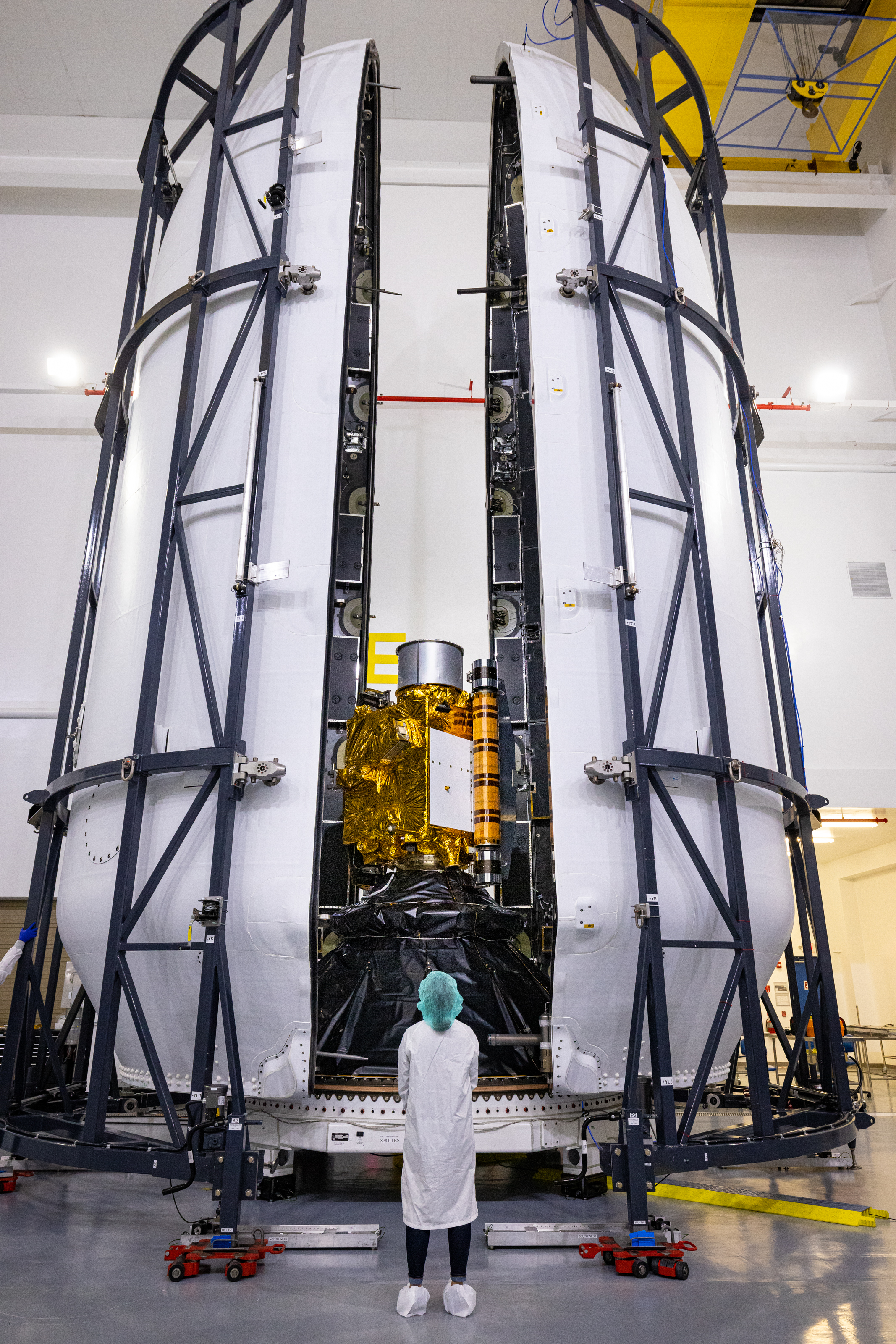
El carenat de càrrega útil del coet Falcon 9 s'adjunta a la nau espacial DART (Doble Asteroid Redirection Test) de la NASA el 16 de novembre de 2021.

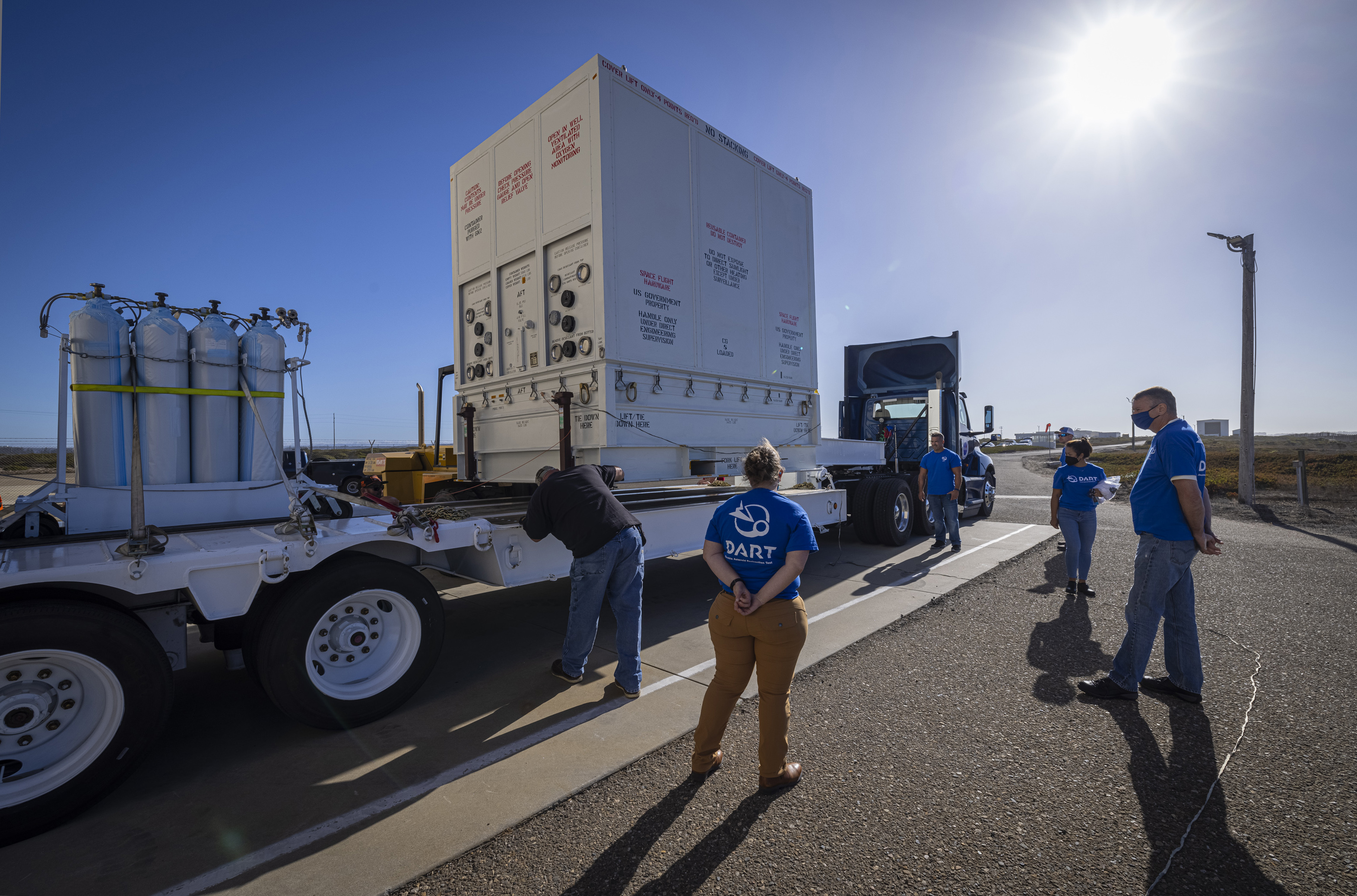
DART va arribar a la instal·lació de processament de càrrega útil de SpaceX a VSFB

Els preparatius per al llançament de DART van començar el 20 d'octubre de 2021, quan la nau espacial va començar a alimentar-se a la Base de la força aèria de Vandenberg a Califòrnia. La nau va arribar a la base espacial de Vandenberg (VSFB) prop de Lompoc, a principis d'octubre després d'un viatge a través del país. Des de llavors, els membres de l'equip DART han estat preparant la nau espacial per al vol, provant els mecanismes i el sistema elèctric de la nau, embolicant les peces finals amb mantes d'aïllament multicapa i practicant la seqüència de llançament tant des del lloc de llançament com del centre d'operacions de la missió a APL. DART es va dirigir a la instal·lació de processament de càrrega útil de SpaceX a VSFB el 26 d'octubre de 2021. Dos dies després, l'equip va rebre llum verda per omplir el dipòsit de combustible de DART amb uns 50 kg de propelent hidrazina per a maniobres de naus espacials. DART també transporta uns 60 kg de xenó per al motor d'ions NEXT-C. Els enginyers van carregar el xenó abans que la nau espacial abandonés l'APL a principis d'octubre de 2021.
A partir del 10 de novembre de 2021, els enginyers van aparellar la nau espacial a l'adaptador que s'apila a la part superior del vehicle de llançament SpaceX Falcon 9. El coet Falcon 9 sense el carenat de càrrega útil va rodar per un foc estàtic i més tard va tornar a la instal·lació de processament on els tècnics de SpaceX van instal·lar les dues meitats del carenat al voltant de la nau espacial durant dos dies, el 16 i el 17 de novembre, a l'interior de la nau. La instal·lació de processament de càrrega útil d'SpaceX a la base de la força espacial de Vandenberg a Califòrnia i els equips terrestres van completar amb èxit una revisió de preparació de vol més tard aquella setmana amb el carenat connectat al coet.
-->
El dia abans del llançament, el vehicle de llançament va sortir de l'hangar cap a la plataforma de llançament del Vandenberg Space Launch Complex 4 (SLC-4E); des d'allà es va enlairar per començar el viatge de DART cap al sistema Didymos i va impulsar la nau espacial a l'espai.

### Llançament
L'aeronau DART va ser llançada el 24 de novembre de 2021, a 06:21:02 UTC.
La primera planificació va suggerir que DART havia de ser desplegat a una òrbita terrestre alta, dissenyada per evitar la Lluna. En aquest escenari, DART utilitzaria el seu motor iònic NEXT de baixa potència i alta eficiència per a escapar lentament des de la seva òrbita alta de la Terra a una òrbita solar pròxima a la Terra lleugerament inclinada, des de la qual maniobraria cap a una trajectòria de col·lisió amb el seu objectiu. Però pel fet que aquesta és una missió dedicada a Falcon 9, la càrrega útil juntament amb la segona etapa de Falcon 9 es va col·locar directament en una trajectòria de fuita de la Terra i en l'òrbita heliocèntrica quan la segona etapa es va reavivar per a una segona posada en marxa del motor o cremada de fuita. Per tant, encara que DART porta un primer propulsor elèctric del seu tipus i un munt de combustible de xenó, Falcon 9 va fer gairebé tot el treball, deixant la nau espacial per a realitzar només unes poques correccions de trajectoria amb propulsors químics simples mentre entra en la lluna de Didymos, Dimorf.

## Galeria

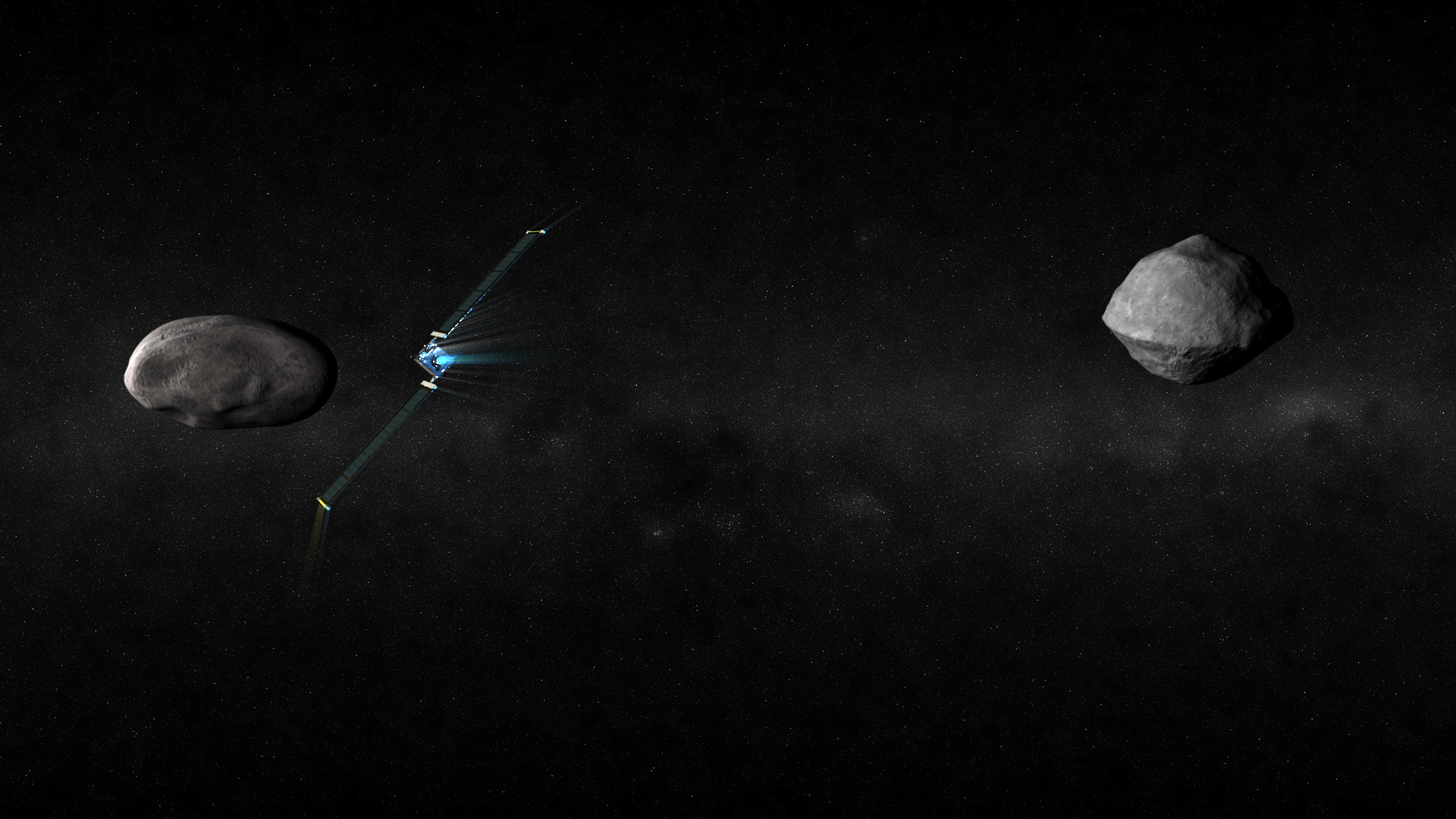
DART amb propulsors d'ions al sistema Didymos
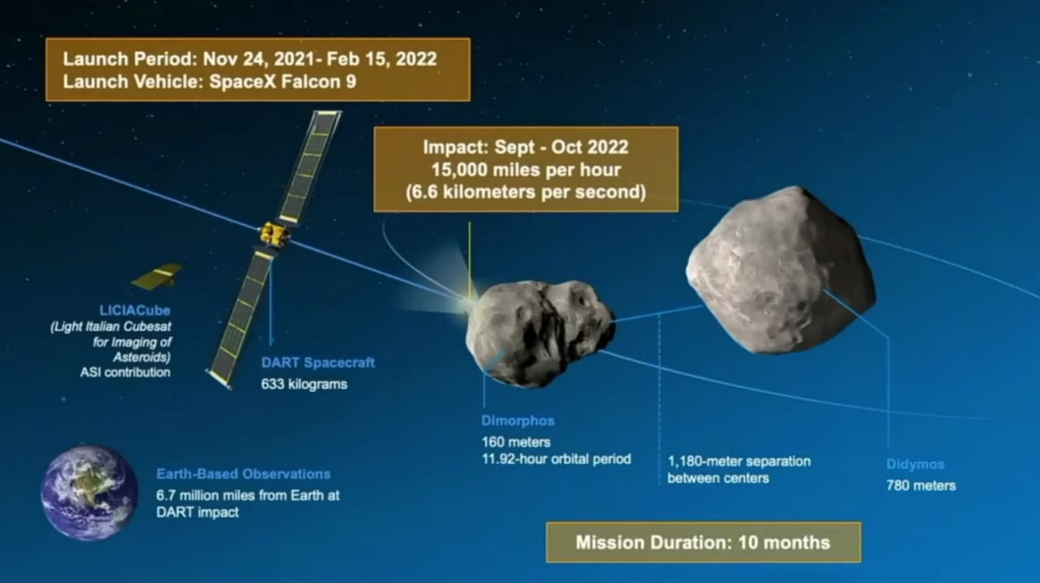
vídeo animat de la missió DART des del llançament fins a l'impacte juntament amb la separació de LICIACube
- Programa d'impacte DART
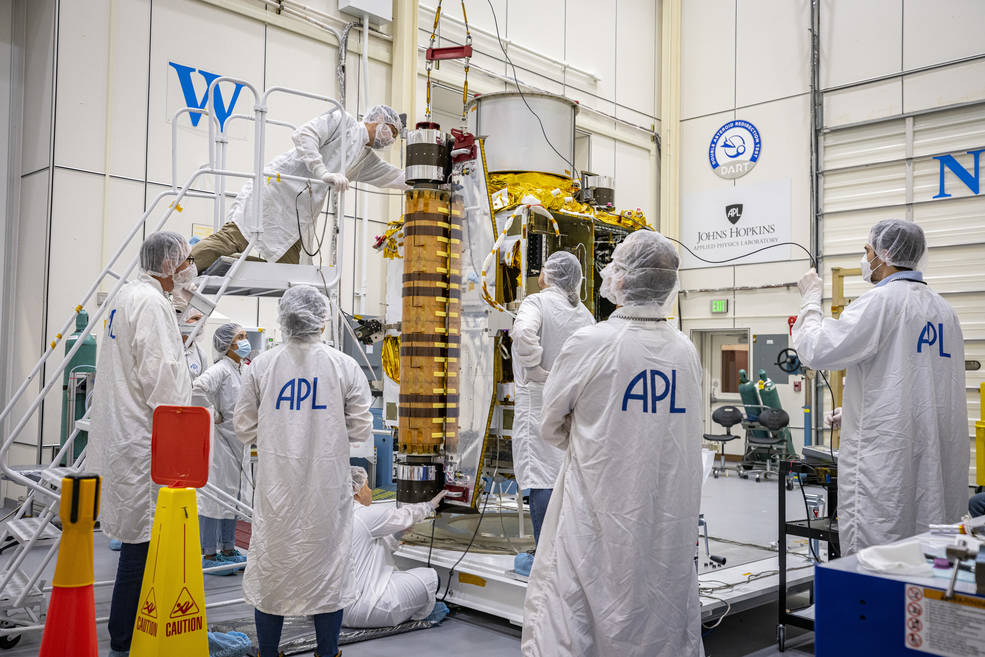
La instal·lació de Roll Out Solar Array a DART
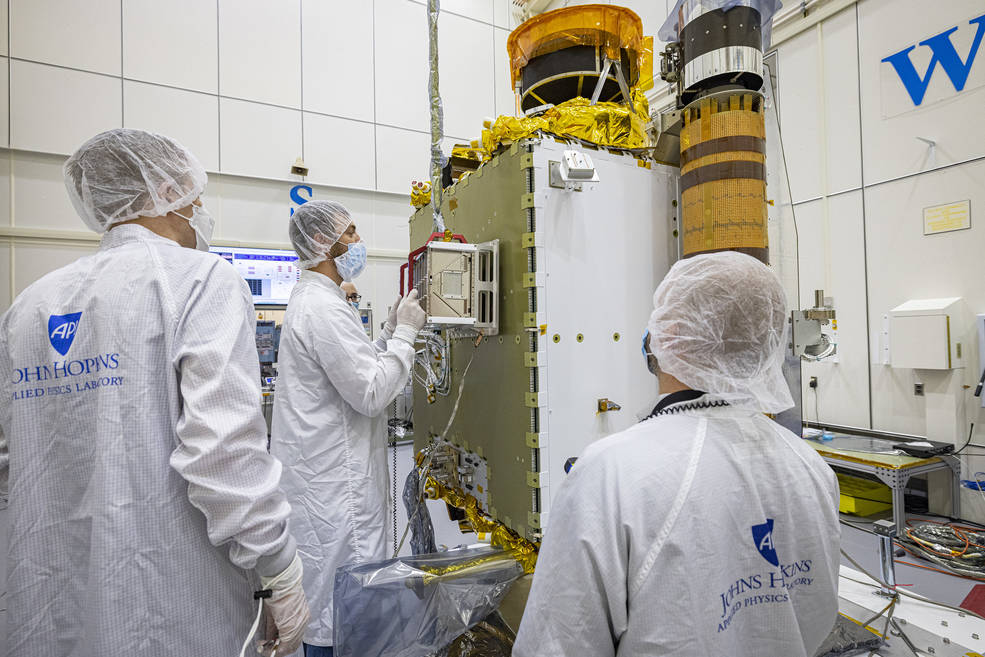
LICIACube CubeSat integrat a la nau espacial DART
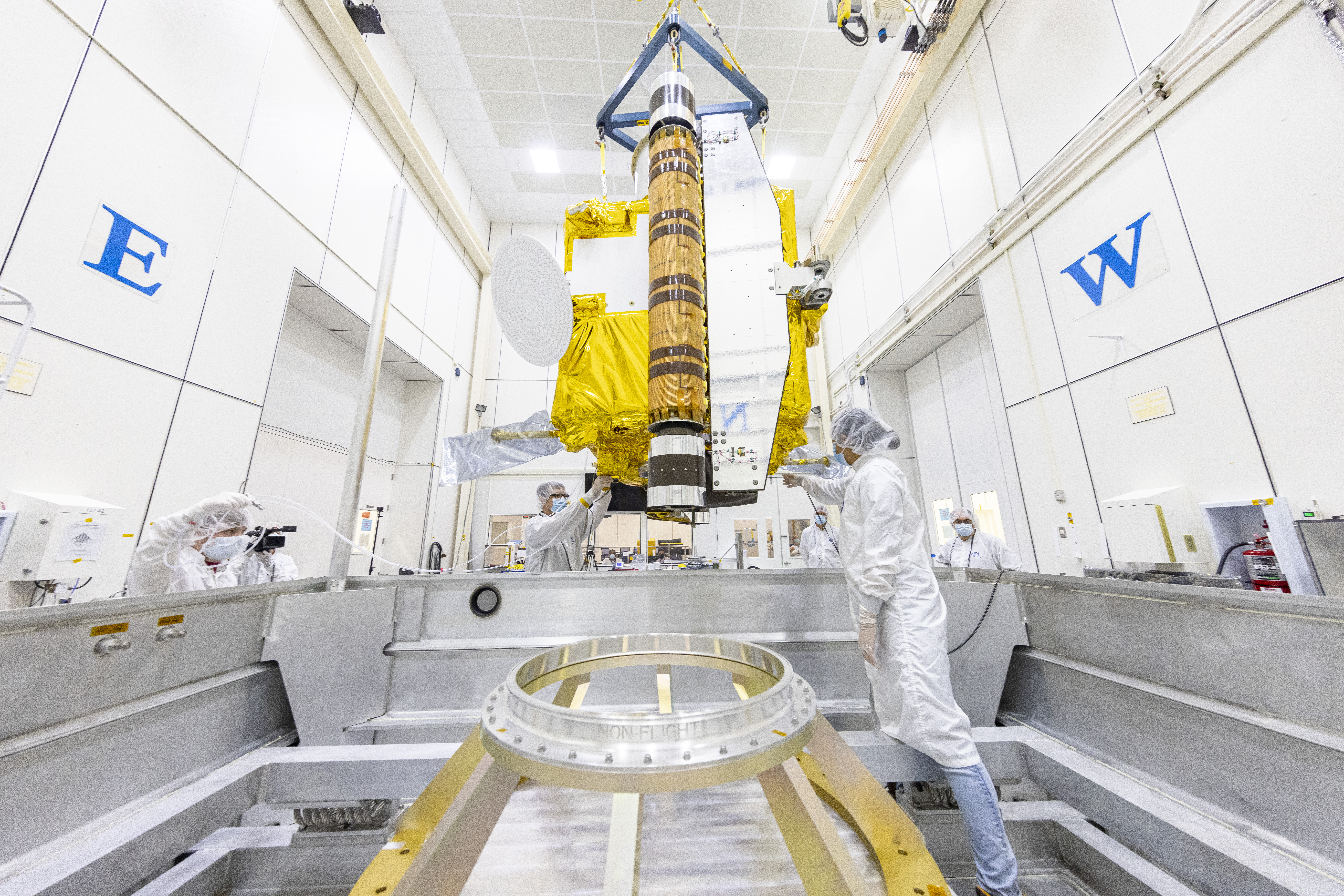
DART a la base espacial de Vandenberg
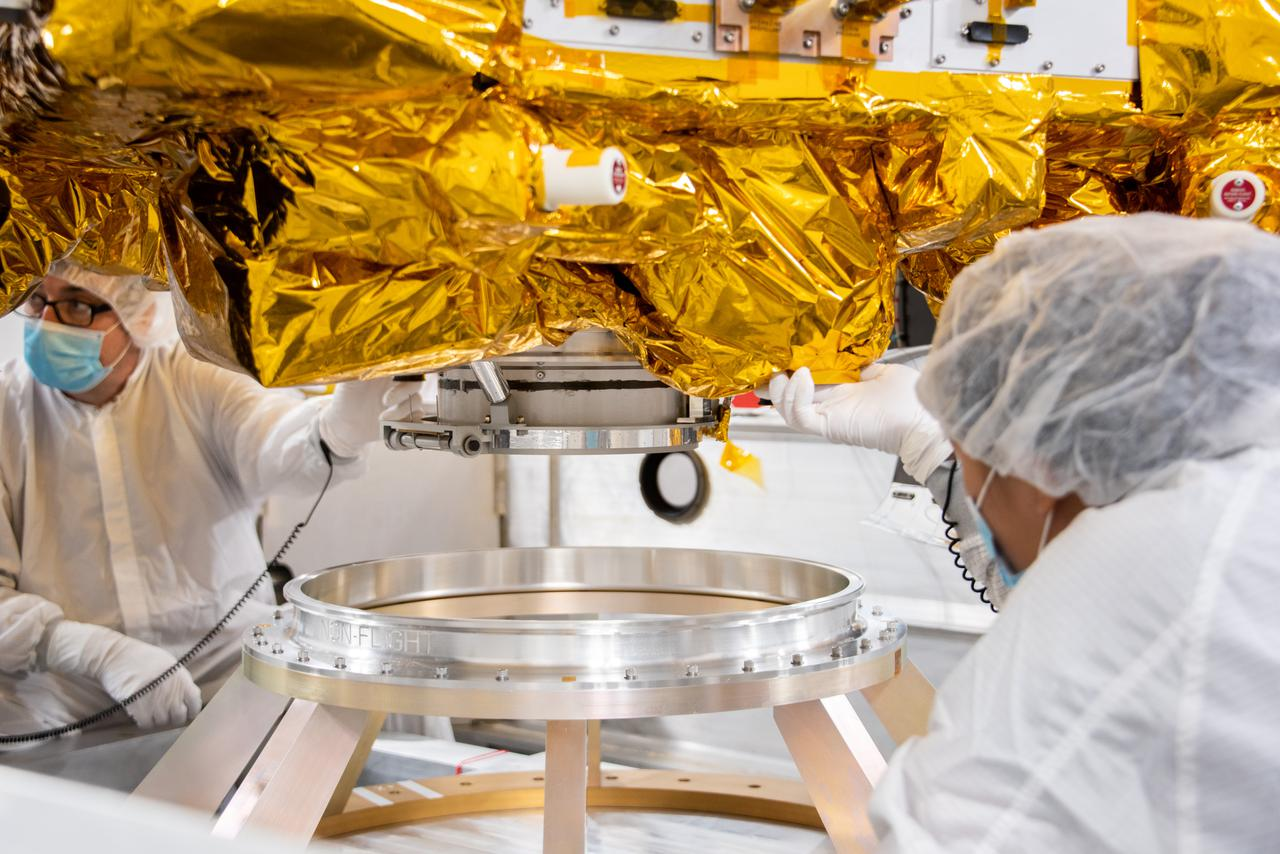
Processament DART
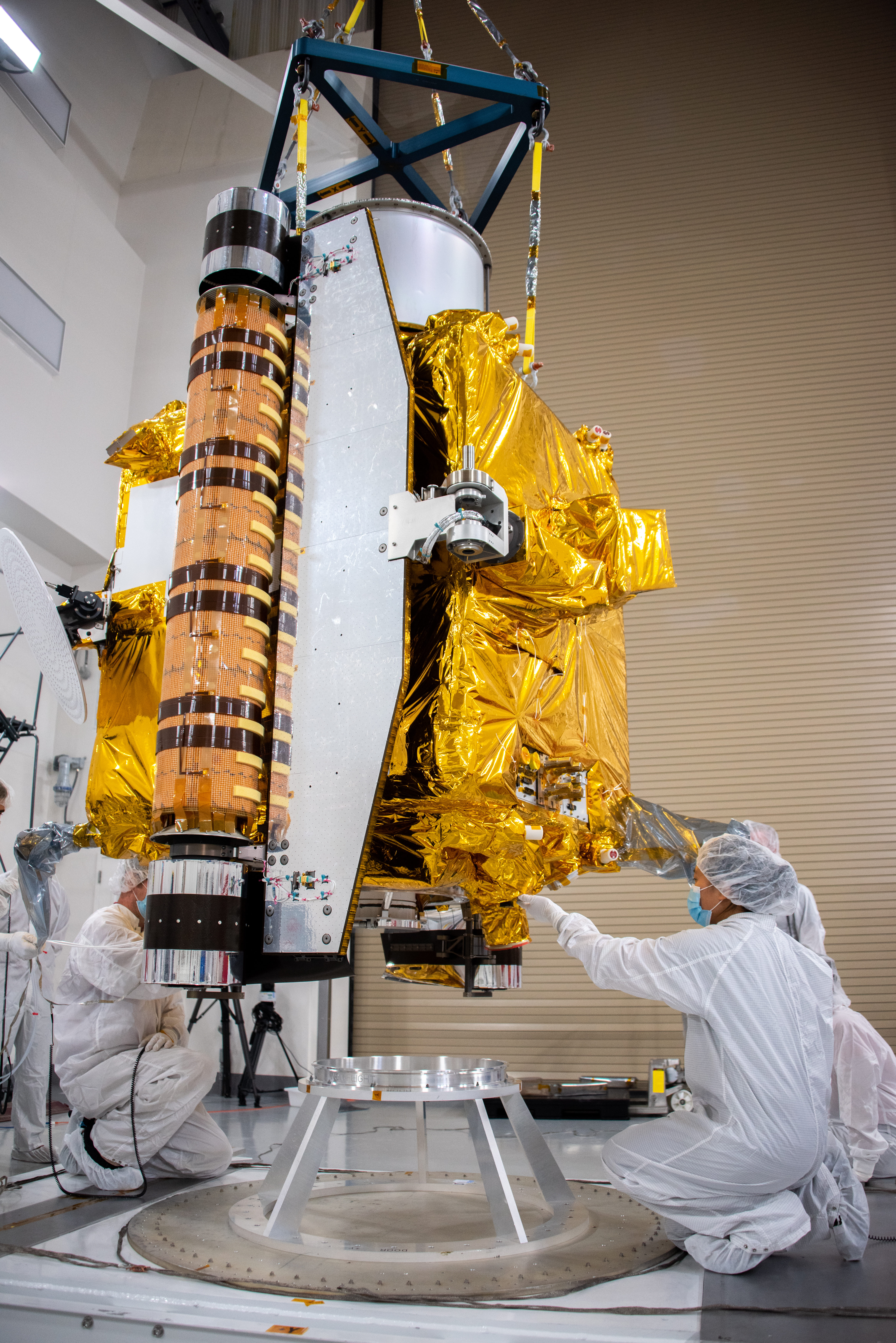
Conjunt DART amb l'adaptador de càrrega útil
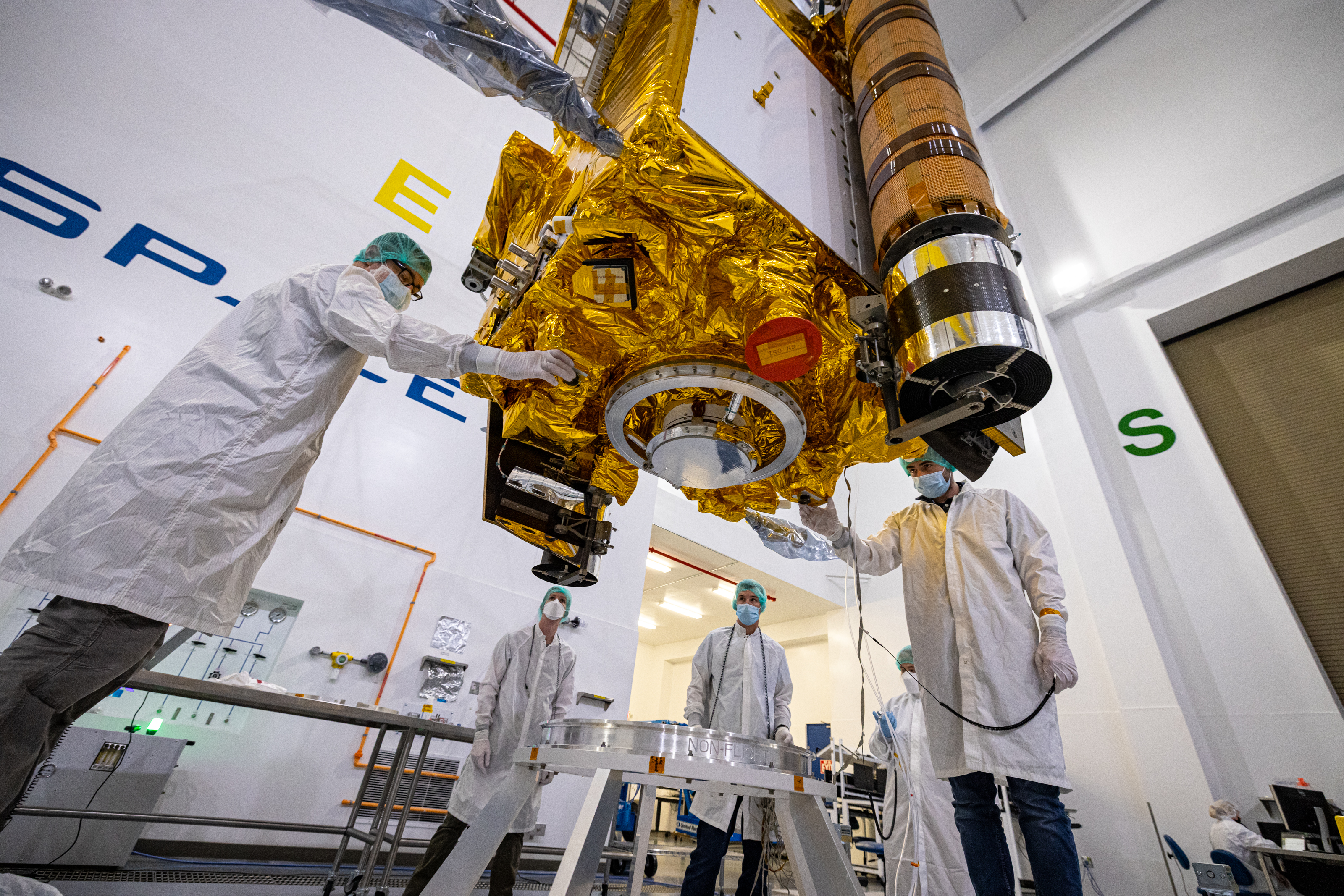
DART alimentat a la instal·lació de processament de càrrega útil de SpaceX a VSFB